# روبن وگا
روبن وگا (انگلیسی: Rubén Vega؛ زادهٔ ۲۴ ژوئیهٔ ۱۹۷۷) بازیکن فوتبال اهل اسپانیا است.
از باشگاه‌هایی که در آن بازی کرده‌است می‌توان به باشگاه فوتبال سویا، باشگاه فوتبال پومفرادینا، باشگاه فوتبال آلباسته بالومپیه، و باشگاه فوتبال رئال سوسیداد اشاره کرد.